# Golpe palaciano
Um golpe palaciano é uma espécie de golpe de Estado pelo qual um governante ou um setor do governo é removido por forças pertencentes ao mesmo governo, sem seguir as normas legais estabelecidas para a substituição das autoridades. É bastante comum a existência de golpes palacianos em ditaduras decorrentes de golpes de Estados.

## Origem
Como o próprio nome indica, a denominação provém das lutas internas dos governos monárquicos, para deslocar autoridades que ocupavam posições importantes nos "palácios".

## Características
A característica principal de um golpe palaciano é a continuidade geral do regime, mesmo se o golpe resulte em uma mudança substancial na direção. O golpe palaciano geralmente mantém uma aparência de continuidade ou mudança produzida normalmente, muitas vezes com renúncias ou nomeações encobertas que aparecem como legais, mas que na verdade foram forçadas. Outra característica mais recente é o financiamento externo por parte de governos e empresas.
Referindo-se aos golpes palacianos produzidos na Argentina sob os governos militares que chegaram ao poder através de golpes de Estado, Pellet Lastra explica a diferença entre os dois conceitos:
| “ | Existem grandes diferenças entre o golpe de Estado e o golpe palaciano: no golpe de Estado há geralmente um movimento militar com tropas ou uma decisão do conjunto das forças armadas fora do palácio de governo para chegar ao poder, enquanto que, ao contrário, o golpe palaciano se produz quando as forças armadas detêm o poder, a informação que se dá a respeito é limitada, e os protagonistas são somente militares. | ” |

Embora, geralmente, sejam movimentos realizados com a mínima exposição pública — isto é, restritos aos próprios membros do governo — os golpes palacianos algumas vezes podem contar com uma considerável participação cívica.